# Maison Gottgeb
La Maison Gottgeb (en hongrois : Gottgeb-ház) est un édifice situé dans le 8e arrondissement de Budapest.